# Overflademonteringsteknologi
Overflademonteringsteknologi (og overflademontering (engelsk: surface mount)) er et begreb indenfor elektronikproduktion. Det indebærer at komponenterne placeres på en printplades overflade, i stedet for i hul på printpladen. Denne teknologi blev udviklet i 1960'erne og blev udbredt i 1980'erne.
(Tidligere havde den dominerende elektronikproduktionsmetode været hulmontering.)
| Elektronik | Spire Denne artikel om elektronik er en spire som bør udbygges. Du er velkommen til at hjælpe Wikipedia ved at udvide den. |